# 曼努埃尔·伯托米特斯
曼努埃尔·伯托米特斯（希臘語：Μανουὴλ Βουτουμίτης，在1086年–1112年活跃） 是阿历克塞一世（约1081年–1118年）时期拜占庭帝国的主要将军和外交家，是皇帝最信任的武官之一。